# Равель Сандра
Сандра Равель (16 січня 1910, Мілан, Італія — 13 серпня 1954) — італійська актриса, дружина Родольфо Гуччі.

## Біографія
Сандра Равель народилася в Мілані в 1910 році в сім'ї німця та італомовної швейцарки, отримавши ім'я Алессандра Вінкельхаузер Ратті. Вона знімалася у кіно з 1930 року. На зйомках фільму «Разом у темряві» (1933) Равель зустріла Родольфо Гуччі, за якого в 1944 вийшла заміж. Єдина дитина подружжя, Мауріціо, народилася в 1948.
Сандра Равель померла у 1954 році у віці 44 років від раку матки.